# Eroica - La gloria di Napoleone
Eroica - La gloria di Napoleone (栄光のナポレオン - エロイカ?, Eikō no Naporeon – Eroika) è un manga storico di Riyoko Ikeda, scritto e disegnato nel 1987, ed è il seguito di Lady Oscar. È stato pubblicato in italiano dalla Magic Press.

## Trama
Racconta la storia dell'impero di Napoleone, tra cui la reazione termidoriana, la campagna italiana, la campagna d'Egitto, la battaglia del Nilo, il colpo di Stato del 18 brumaio e l'invasione francese della Russia.

## Personaggi
- Napoleone Bonaparte (ナポレオン・ボナパルト?, Naporeon Bonaparuto): il protagonista della serie.
- Joséphine de Beauharnais (ジョゼフィーヌ・ド・ボアルネ?, Jozefīnu do Boarune): la protagonista femminile della serie.
- Talleyrand (タレーラン?, Tarēran): il ministro degli esteri francese.
- Joseph Fouché (ジョゼフ・フーシェ?, Jozefu Fūshe): il ministro di polizia francese.
- Aleksandr I (アレクサンドル1世?, Arekusandoru Issei): imperatore russo e acerrimo nemico di Napoleone nella seconda parte del manga.
- Alain de Soissons (アラン・ド・ソワソン?, Aran Do Souson): il coprotagonista nella prima parte del manga. Ex soldato della guardia e fervente giacobino sopravvissuto alla furia della rivoluzione, continua la sua carriera militare come compagno d'armi di Napoleone. Deluso dal futuro imperatore, arriva ad attentare alla sua vita, ma muore nel tentativo, fucilato dai soldati del generale Murat.
- Bernard Chatelet (ベルナール・シャトレ?, Berunāru Shatore): un giornalista giacobino. Sopravvissuto alla furia della rivoluzione, continua le sue battaglie appoggiando il protosocialista Gracchus Babeuf. Segue con assoluto scetticismo l'ascesa al potere di Napoleone a causa dell'irruzione armata nell'aula del consiglio e attenta alla sua vita, ma muore nel tentativo, fucilato dai soldati del generale Murat.
- Rosalie Chatelet (ロザリー・シャトレ?, Rozarī Shatore): la moglie di Bernard. Giacobina sopravvissuta alla furia della rivoluzione, lavora come sarta. Dopo la morte del marito, ripara in Svezia con il figlio François. Muore di vecchiaia a Stoccolma negli anni della Restaurazione, sotto la protezione della famiglia von Fersen.[1]
- François Chatelet (フランソワ・シャトレ?, Furansowa Shatore): il figlio di Bernard e di Rosalie, anch'egli convinto giacobino ma di indole più pacifista. Educato in legge da Madame de Staël, dopo la morte del padre, ripara in Svezia con la madre presso il conte von Fersen. Dopo la morte del loro protettore, il re Carlo XIV lo vuole a corte come consigliere e precettore di suo figlio Oscar.[1]
- Catherine Renaudin (カトリーヌ・ルノーダン?, Katorīnu Runōdan), poi Madame de Talleyrand (タレーラン夫人?, Tarēran fujin): l'antagonista principale nella prima parte del manga. È il nuovo oggetto dell'amore di Alain, ma è una fervente realista, che trama nell'ombra per il dominio dei realisti come spia al loro servizio e per la restaurazione effettiva della monarchia assoluta, e muore sulla ghigliottina.
- Contessa de Castellane (カステランヌ伯爵夫人?, Kasuteran'nu hakushaku fujin): la seconda antagonista principale nella prima parte del manga. Esponente realista dell'ancien régime, è una nobildonna della cerchia del conte d'Artois e vecchia amica di Joséphine. Durante la rivoluzione, è andata in esilio in Russia, ma è rientrata e si nasconde a Parigi. È la datrice di lavoro e migliore amica di Catherine. Ripara poi a Londra.

## Realizzazione
Riyoko Ikeda, in una lettera aperta ai propri fan, affermò di avere ideato il progetto di un manga su Napoleone Bonaparte durante la stesura di Lady Oscar, in cui il protagonista ha fatto da comparsa, e che era sua intenzione che esso lo seguisse a ruota. Ma, quando arrivò al punto d'iniziare a trasformare il progetto in lavoro, non si sentì pronta a farlo, dicendo che ancora non aveva le giuste competenze nella sceneggiatura e nel disegno che le sarebbero servite per realizzare al meglio questa storia. Mise così il progetto in un cassetto e lo riprese solo tredici anni più tardi, quando venne pubblicato il primo capitolo. Lo stile di disegno è molto diverso da quello dell'opera precedente. Il titolo "Eroica" fa riferimento alla terza sinfonia di Ludwig van Beethoven, dedicata proprio a Napoleone, ma che rinnegherà quando egli cingerà la corona imperiale, tradendo gli ideali della rivoluzione.
L'autrice, prima e durante la creazione di Eroica, si informò ampiamente sul contesto storico che voleva raccontare, leggendo un gran numero di enciclopedie, biografie e romanzi storici:
- Shimin shakai no seiritsu (La costituzione della società civile), in Furansu shi (Storia della Francia), Chizuka Tadami e Kōji Inoue, 1968, Yamakawa Shuppansha;
- Furansu bunka shi (Histoire de la civilisation francaise) vol. 3, Georges Duby e Mandrou Robert, traduzione a cura di Teijirō Maegawa, 1970, Jinbun Sensho;
- Furansujin no rekishi (Histoire des Français) 3, Pierre Gaxotte, traduzione a cura di Toshirō Utsumi e Ryōsuke Hayashida, 1975, Misuzu Shobō;
- Furansu kakumei 1789-99 (La Révoluion française, 1789-1799) voll. 1, 2, Albert Soboul, traduzione a cura di Jun Watanabe e Takuzō Obase, 1953, Iwanami Shoten;
- Furansu daikakumei (La Révolution française) voll. 1, 2, 3, Albert Mathiez, traduzione a cura di Masashi Nezu e Toyota Ichihara, 1958-59, Iwanami Shoten;
- Furansu kakumei (La Révolution française), Paul Nicolle, traduzione a cura di Makoto Kanazawa e Shōtarō Yamanoue, 1965, Bunko Quesaisje (Hakusuisha);
- Furansu daikakumei shi (Storia della grande Rivoluzione francese) voll. 1-4, Genpachi Mitsukuri, 1977, Kōdansha Gakujutsu Bunko;
- Furansu kakumei to Naporeon (La Rivoluzione francese e Napoleone), Takeo Kuewabara, 1975, Edizione Chukō Bunkoban Seikai no rekishi (La storia mondiale) vol. 10;
- Gēto to no taiwa (Gespräche mit Goethe in den letzten Jahren seines Lebens) voll. 1, 2, 3, Johann Peter Eckermann, traduzione a cura di Hajime Yamashita, 1968-69, Iwanami Shoten;
- Naporeon sakuhinshū (Mémoires et ouvres de Napoléon), Tancrede Martel, traduzione a cura di Rin'ichi Wakai, 1972, Yomiuri Shimbun;
- Naporeon genkōroku (Les pages immortelles de Napoléon), Octave Aubry, traduzione a cura di Yukio Ōtsuka, 1983, Iwanami Shoten;
- Korushika kikō (Viaggio in Corsica), Shōei Ōoka, 1972, Chukō Shinsho;
- Naporeon (Napoleone), Kōji Inoue, 1957, Iwanami Shinsho;
- Naporeon (Napoléon), Henri Calvet, traduzione a cura di Kōji Inoue, 1966, Bunko Quesaisje (Hakusuisha);
- Naporeon (Napoléon), Jean Lucas-Dubreton e vari, traduzione a cura di Tatsutarō Hidaka, 1983, Shōgakkan;
- Naporeon tokokumin sensō - Kakumei to kaihō (Napoleone e la Guerra di liberazione nazionale - Rivoluzione e liberazione) Kentarō Hayashi, Jinbutsuoraisha;
- Naporeon sensen jūgunki (Journal de campagne, 1793-1837), François Vigo-Roussillon, traduzione a cura di Yoshonobu Takigawa, 1983, Chuō Kōronsha;
- Sensōron (Della guerra) voll. 1, 2, 3, Carl von Clausewitz, traduzione a cura di Hideo Shinoda, 1968, Iwanami Bunko;
- Naporeon no bōrei - Senryaku no goyō ga rekishi ni ataeta eikyō - (The Ghost of Napoleon), Sir Basil Henry Liddell Hart, traduzione a cura di Sakae Ishizuka, 1980, Hara Shobō;
- Tōhō no yume - Bonaparuto Ejiputo e yuku - (Sogno d'oriente - Bonaparte va in Egitto), Yoshihiko Morozumi, 1982, Kōdansha;
- Torafarugaru kaisen (Trafalgar), John Terraine, traduzione a cura di Haruo Ishijima, 1979, Hara Shobō;
- Seiō kaisenshi - Seramisu kara Torafarugā made (Storia delle battaglie navali europee - Da Salamina  Trafalgar), Saburō Yamagata, 1981, Hara Shobō;
- Naporeon - Roshia daienseigun kaisō no ki (Napoleone - Diario della ritirata dell'Armata di Russia), Armand Augustin Louis de Caulaincourt, traduzione a cura di Masahiro Komiya, 1981, Jiji Tsūsinsha;
- Senhappyakujūninen no yuki - Mosukuwa kara no haisō (La neve del 1812 - La ritirata da Mosca), Yoshihiko Morozumi, 1980, Chikuma Shobō;
- Naporeon no Mosukuwa ensei (La Campagna di Mosca di Napoleone), Carl von Clausewitz, traduzione a cura di Usaburō Toyama, 1982, Hara Shobō;
- Jozefu Fūshe - Aru seijiteki ningen no shōzō (Joseph Fouché. Bildnis eines politischen Menschen), Stefan Zweig, traduzione a cura di Hideo Akiyama, 1979, Iwanami Bunko;
- Tarēran hyōden (Talleyrand) voll. 1, 2, Alfred Duff Cooper, traduzione a cura di Yasunobu Somura, 1979, Chukō Bunko;
- Naporeon - Sono jōnetsuteki na shōgai (Napoleone - La sua vita appassionata) Toshikazu Kase, 1976, Bunshun Bunko;
- Furansu josei no rekishi (Histoire des Françaises) vol. 4, Alain Decaux, traduzione a cura di Tatsuo Yamagata, 1981, Taishukan Shoten;
- Koi suru Jozefīnu - Naporeon to no ai (Joséphine amoureuse), Jacques Janssens, traduzione a cura di Yoshinobu Takigawa, 1982, Chuō Kōronsha;
- Naporeon hakkutsuki (Rapport sur l'ouverture du cercueil de Napoléon), Félix Coquereau, traduzione a cura di Denroku Sakai, 1982, Hosei University Press;
- Furansu seijishi (Storia della politica francese), Yasuo Nagaki, 1975, Miraisha;
- Furansu kindai to bonaparutizumu (La Francia moderna e il bonapartismo), Nagao Nishikawa, 1984, Iwanami Shoten;
- Naporeon densetsu no seiritsu (La formazione della leggenda di Napoleone), Inoue Kōji, Shisō, n. 557, novembre 1970;
- Naporeon no sensō (La guerra di Napoleone), Yoshio Shigaki, 1984, Kōdansha;
- Kurauzevittsu - Sensōron no tanjō (Clausewitz and the State: The Man, His Theories, and His Times), Peter Paret, traduzione a cura di Hideko Shirasu, 1988, Chuō Kōronsha;
- Sekai no gunpuku (Uniformi militari del mondo), Tadanao Saitō e Kazuo Ozumi, 1971, Fujingahōsha;
- Arekusandoru issei - Naporeon o haisō saseta otoko (Alexandre Ier), Henri Troyat, traduzione a cura di Yōko Kudō, 1982, Chuō Kōronsha;
- Shimin kakumei (La Rivoluzione borghese), Tsutomu Suzuki, Collana "Sekai rekishi" (Storia mondiale) nº 16, 1969, Sekaibunkasha;
- Kindai kokka no seiritsu (La formazione dello stato moderno), Tsutomu Suzuki, Collana "Sekai rekishi" (Storia mondiale) nº 15, 1969, Sekaibunkasha;
- Naporeon no jidai (L'epoca napoleonica), Pierre Miquel, traduzione a cura di Yoshio Fukui e Shōsaburō Kimura, Collana "Sekai no seikatsushi" (La vie privée des hommes) 14, 1985, Tōkyō Shoseki;
- Daihansen ni norikonde (A bordo di un grande veliero), Pierre Henri Sträter, traduzione a cura di Yoshio Fukui e Shōsaburō Kimura, Collana "Sekai no seikatsushi" (La vie privée des hommes) 13, 1985, Tōkyō Shoseki;
- Men-at-arms series, Philip Haythornthwaite, Osprey;
- Uniforms of the Napoleonic Wars, 1973, Blandford Press;
- L'historie de France en bandes dessinées, 1977, Librairie Larousse;
- Guide napoléonien, 1981, Charles-Lavauzelle;
- Napoleon, Société d'Etudes et de Réalisations Graphiques;
- L'uniforme et le armes des soldats du Premier Empire, Casterman;
- Napoléon, 1985, Ouest-France;
- Napoléon sensō jūgun gashū (Vie pittoresque et militaire de Napoléon), a cura di Gorō Nishina, 1989, Tokuma Shoten;
- Napoléon, Philippe-Paul de Ségur, Flammarion.

## Pubblicazione
Il manga è stato pubblicato da Shūeisha sulla collana Shukan Margaret dal 1986 al 1995. I singoli capitoli sono poi stati raccolti in dodici volumi formato tankōbon, pubblicati tra maggio e ottobre 1997. Magic Press Edizioni ha curato l'adattamento italiano dell'opera, mettendo in commercio tra l'11 ottobre 2009 e il 31 luglio 2011 un'edizione corrispondente all'originale giapponese.